# Forum départemental des sciences de Villeneuve-d'Ascq
Le Forum départemental des sciences de Villeneuve-d'Ascq est un établissement spécialisé dans la diffusion de la culture scientifique et technique. Il a pour mission de diffuser à un large public, notamment aux enfants et aux adolescents, les connaissances scientifiques et techniques, ainsi que de susciter l'intérêt des citoyens pour les enjeux de société liés à la science, à la recherche et à l'industrie. Il est localisé Centre François Mitterrand, dans le quartier de l'Hôtel-de-Ville à Villeneuve-d'Ascq.
Le forum a créé en 2010 le réseau "Culture de Sciences" qui fédère également les initiatives autour de la Science en région avec d'autres structures comme le (Centre historique minier de Lewarde, musée Matisse du Cateau-Cambrésis, Muséum d'histoire naturelle de Lille, etc.) pour fédérer les initiatives autour de la Science

## Architecte
L’architecte du bâtiment est Jean-Claude Burdèse.

## Histoire
Le projet du forum des sciences a été lancé en 1985 par l’ALIAS (Association Lilloise d'Information et d'Animation Scientifique) pour valoriser les sciences.
Le forum est inauguré le 14 décembre 1996 en présence de Danielle Mitterrand. Il s'appelait alors simplement « Forum des sciences - Centre François-Mitterrand ». La départementalisation du 1er janvier 2006 du Forum départemental des Sciences a garanti la pérennité d’un Centre de Culture Scientifique, Technique et Industriel unique dans la région.
En 2006, la fréquentation du forum était de 57 440 visiteurs. Elle est de  115 463 visiteurs internes et environ 150 000 personnes pour les expositions externes pour l'année 2014.

## Principales expositions

### Les expositions créées par le Forum et itinérantes
- 1,2,3... 5 sens
- L’ile aux machines
- Tic-tac temps
- L’eau y es-tu ?
- Petit carré deviendra cube
- Vivant pour de vrai
- T’es où vas-tu ?
- Ciels
- Je et compagnie
- Des elles, des ils
- Croque couleurs
- Mon dodo
- Bouge ton corps !
- Corps et en corps

### Les expositions accueillies
- Espèce d'Humain (septembre 2009 - mars 2010), sur l'espèce humaine[4], exposition réalisée grâce aux productions de l’Espace des Sciences de Rennes, de Cap Sciences à Bordeaux, du Muséum d’histoire naturelle de Neuchâtel et du Muséum d’histoire naturelle de Dijon ;
- Au temps des mammouths (mars 2010 - août 2010) ;
- Scène de crime (septembre 2010 - mars 2011), qui présente la police scientifique[5] ;
- Zizi sexuel (juin 2012 - mars 2013), exposition conçue par la Cité des sciences et de l'industrie[6]
- Gaulois une expo renversante (avril 2013 - mars 2014), au sujet des Gaulois, en provenance de la Cité des sciences et de l'industrie, conçue en coproduction par Universcience et l’Inrap, en partenariat avec le ministère de la Culture et de la Communication[7].
- Monte le son ! (avril 2014 - mars 2015) présente les machines sonores conçues par Mickael Bradke, initiateur du MobilesMusikMuseum.
- Nuit (avril 2015 - mars 2016), conçue par le Muséum National d’Histoire Naturelle
- Bon appétit (avril 2016 - décembre 2016), conçue par la Cité des sciences et de l’industrie
- Consom'attitudes (avril 2016 - décembre 2016), conçue par Cap sciences (Bordeaux)
- patate ! (du 4 février au 3 septembre 2017), conçue par le Forum des Sciences (Villeneuve d'Ascq)
- Sacrée science ! (du 4 février 17 au 3 mars 2018), conçue par le Muséum d'histoire Naturelle de Neuchâtel (Suisse)
- Survie en Himalaya (du 23 septembre 2017 au 4 mars 2018), conçue par le Muséum d'histoire Naturelle de Neuchâtel (Suisse)
- Risque, osez l'expo ! (du 7 avril au 2 septembre 2018), conçue par la Cité des Sciences et de l'Industrie, en coproduction avec le Centre scientifique Heureka (Finlande) et le Pavillon de la connaissance (Portugal), et avec le soutien du Fonds MAIF pour l'éducation.
- L’archipel des émotions (du 7 avril 2018 au 3 mars 2019), conçue par le Muséum d’Histoire Naturelle de Neuchâtel (Suisse).
- Viral, du microbe au fou rire tout s'attrape (du 30 mars 2019 au 1er mars 2020)